# MerwedeLingelijn
MerwedeLingelijn is de treindienst tussen Geldermalsen en Dordrecht, op het westelijke deel van de Betuwelijn.
De exploitatie met reizigerstreinen van deze spoorlijn was in de eerste jaren van de eenentwintigste eeuw onrendabel gebleken. Daarom werd de lijn deel van de zogenaamde contractsector, waarbij het Rijk de exploitant betaalt voor exploitatie van de lijn. Per december 2006 werd de lijn overgedragen aan de provincie Zuid-Holland, die de exploitatie per 2007 aanbesteedde aan Arriva, in combinatie met het overige openbaar vervoer in de gehele regio. Per 9 december 2018 is dit gebied overgenomen door Qbuzz.
Dagelijks maken zo'n 7000 reizigers gebruik van de MerwedeLingelijn, een jaarlijkse groei van 6 procent ten opzichte van begin 2007.

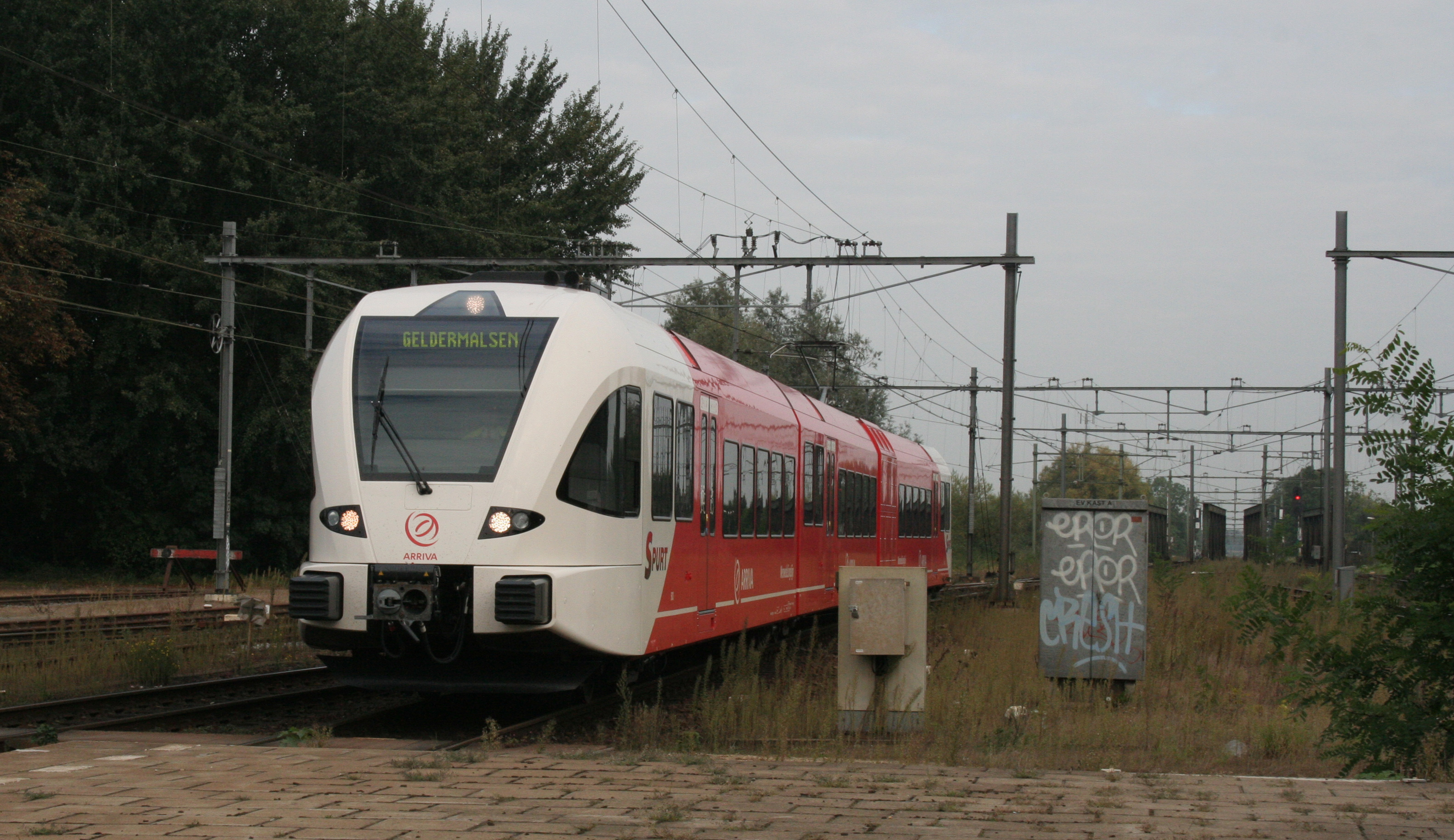
Een Spurt in Geldermalsen.
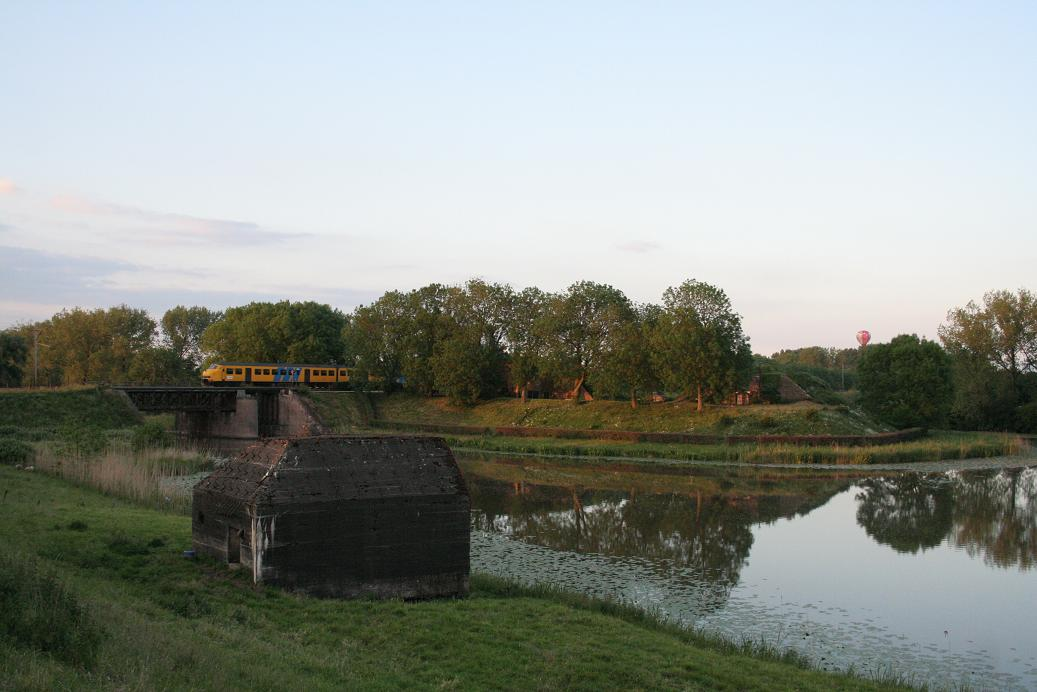
Stoptrein bij Leerdam.
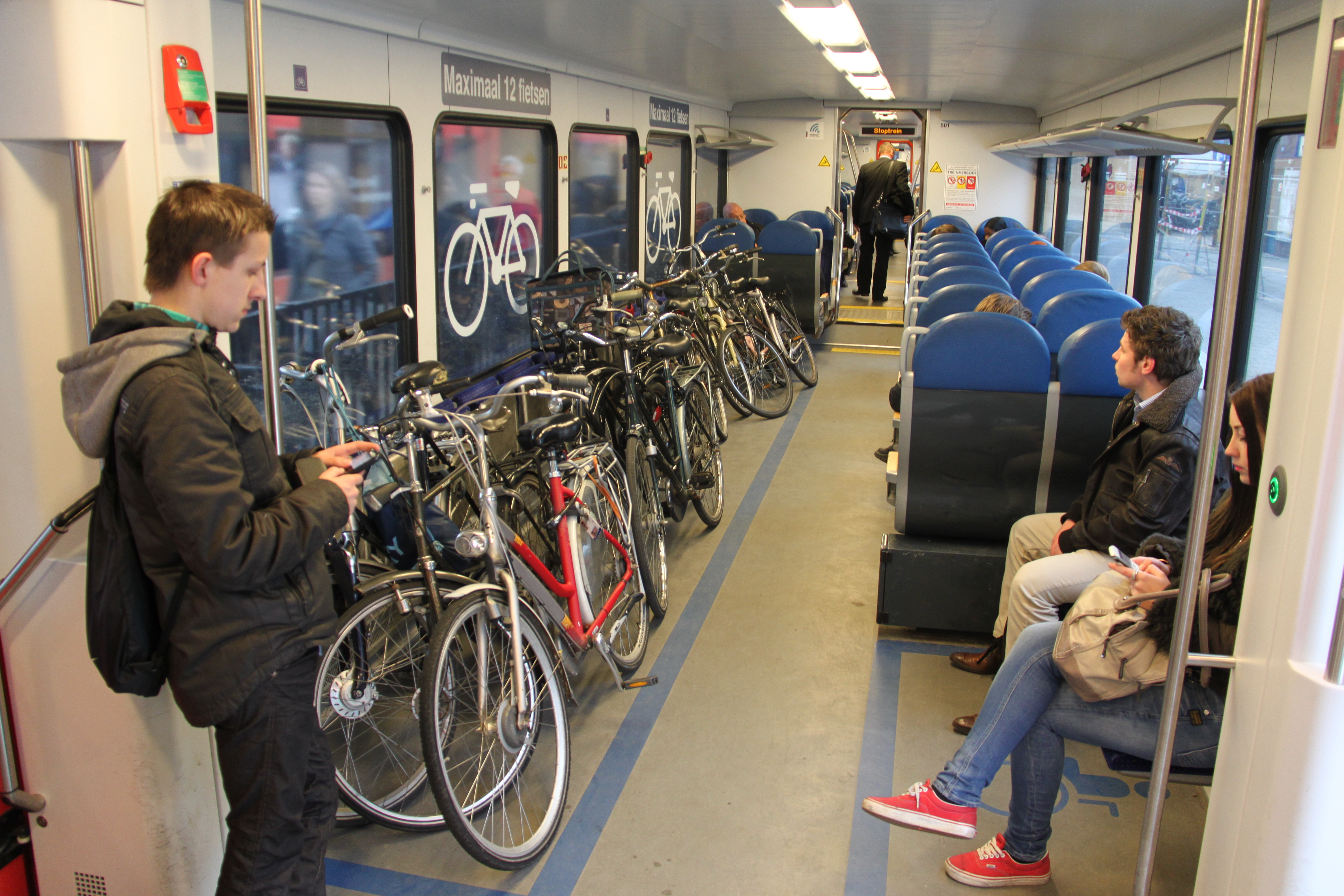
Het fietsvervoer op de Merwedelingelijn was voorheen gratis, in 2024 betaalt een reiziger in de spitsuren voor deze service.
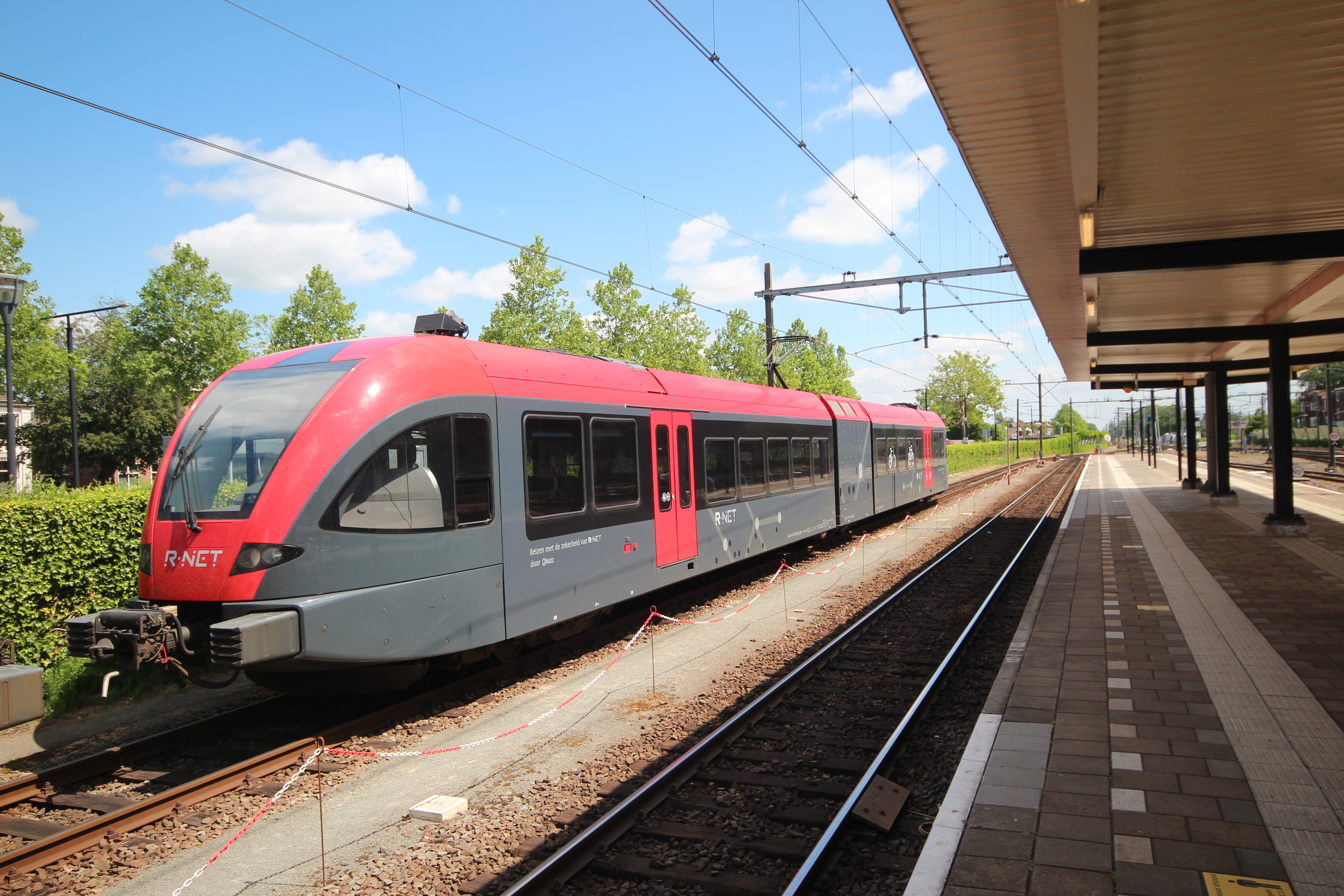
GTW Spurt in R-NET kleuren op station Dordrecht

## Geschiedenis
Met Arriva werden in 2006 vier grote veranderingen afgesproken:
- Sinds 2007 wordt op de gehele lijn alle dagen van de week gedurende de gehele dag een halfuursdienst gereden, voorheen was er in de daluren een uurdienst. Bovendien begint de dienst vroeger en eindigt deze later. De dienstregeling is verschoven ten behoeve van overstapmogelijkheden naar Utrecht, Rotterdam, Delft, Den Haag en Breda en verder. De reistijd naar Leiden, Schiphol en Tiel is in de meeste gevallen beduidend langer geworden (tot ruim een kwartier).
- Met ingang van 5 september 2011[1] (oorspronkelijke planning was 2009) wordt tussen Dordrecht en Gorinchem een kwartierdienst verzorgd. Daarvoor is het dubbelspoor bij station Dordrecht verlengd tot en met Dordrecht Stadspolders, en is een passeerspoor aangelegd bij Boven-Hardinxveld, zodat tegentreinen elkaar kunnen passeren. Speciaal voor deze dienstregeling zijn drie nieuwe treinstellen aangeschaft.[2]
- Op de lijn wordt modern licht spoorwegmaterieel ingezet. Arriva heeft hiervoor zeven treinstellen besteld van de elektrische versie van de Spurt, dezelfde treinen die Arriva sinds eind 2006 in Groningen en Friesland gebruikt. Deze treinen worden sinds 14 september 2008 ingezet en vervangen het oude materieel Plan V.
- De OV-chipkaart kan sinds 15 september 2011 gebruikt worden op dit traject. Arriva raadt aan om, indien er sprake is van een doorgaande reis met de NS, met papieren kaartjes te blijven reizen, omdat anders tweemaal het instaptarief betaald moet worden.[3]
- In september 2008 is er een proef geweest met gratis draadloos internet in de trein, uitgevoerd door ProRail en KPN. In 2009 ontving Arriva een subsidie van 1,1 miljoen euro, om draadloos internet voor alle treinreizigers te ontwikkelen. Op 14 februari 2011 is het gebruik van gratis draadloos internet door alle reizigers op de MerwedeLingelijn, ditmaal aangesloten op het Vodafone-netwerk, feestelijk in gebruik genomen.[4]
- Op 11 december 2011 werden twee nieuwe stations in gebruik genomen, Sliedrecht Baanhoek en Hardinxveld Blauwe Zoom. Voorts zijn nog drie nieuwe haltes gepland, waarvan inmiddels Boven Hardinxveld op 16 april 2012 is geopend.[5] Gorinchem Noord is nog in ontwikkeling. De verwachting is dat dit station in 2026 geopend zal gaan worden.[6]
- Sinds de zomer van 2016 zijn op alle stations van de MerwedeLingelijn dienstregelingschermen geplaatst, op deze beeldschermen worden de 7 eerstvolgende vertrekkende treinen aangegeven en vanaf welk spoor deze zullen vertrekken.

## Stations
Van oost naar west maken de volgende bestaande en nog te openen stations deel uit van de MerwedeLingelijn:
- Geldermalsen
- Beesd
- Leerdam
- Leerdam Broekgraaf (was gepland, maar is geschrapt)
- Arkel
- Gorinchem Noord (gepland)[7]
- Gorinchem
- Boven Hardinxveld
- Hardinxveld-Giessendam
- Hardinxveld Blauwe Zoom
- Sliedrecht
- Sliedrecht Baanhoek
- Dordrecht Stadspolders
- Dordrecht

## Materieel
Zie Spurt van de MerwedeLingelijn.

### CAF Civity
Qbuzz heeft 10 CAF Civity-treinstellen gekocht voor inzet vanaf 2027, in R-net-kleuren.
Deze zullen in tegenstelling tot hun voorgangers wel ERTMS hebben, meer deuren en toiletten.
De concessie wordt hierdoor met 7 jaar verlengd.